# Autoexec.bat
AUTOEXEC.BAT is de naam van een bestand dat men aantreft in het besturingssysteem DOS. Het is een batchbestand in platte tekst dat zich in de rootdirectory van het opstartmedium bevindt.

## Gebruik
AUTOEXEC.BAT wordt enkel gebruikt in DOS en versies van Microsoft Windows gebaseerd op MS-DOS, zoals Windows 3.x, 95, 98 en Me. Het bestand wordt uitgevoerd zodra het besturingssysteem is opgestart en nadat het bestand CONFIG.SYS is verwerkt. In Windows vindt dit plaats vóór de grafische omgeving wordt gestart.
AUTOEXEC.BAT wordt veelal aangewend om omgevingsvariabelen een waarde te geven, virusscanners te laden, systeemuitbreidingen, hulpmiddelen en stuurprogramma's die zo veel mogelijk in de achtergrond werken. Dit gebeurt met SHELL commando's, in dit geval opdrachten voor COMMAND.COM. Toepassingen die in de Windows-omgeving werken worden geladen vanuit het Windows register of vanuit de opstartgroep.
Regels beginnend met REM zijn commentaar (remarks) en worden niet uitgevoerd (zoals altijd in batch-bestanden van DOS). Ook kan een opdracht (tijdelijk) worden uitgeschakeld door er REM voor te zetten.

## Windows NT
Op Windows NT en afgeleide systemen zoals Windows 2000, Windows XP en Windows Vista heet het equivalente bestand AUTOEXEC.NT dat zich in de map %SystemRoot%\system32 bevindt. Het bestand wordt niet gebruikt bij het opstarten van het besturingssysteem maar nadat de MS-DOS-omgeving wordt opgeroepen om een MS-DOS-toepassing te laden.
Het bestand AUTOEXEC.BAT wordt vaak aangetroffen op Windows NT-systemen, in de rootdirectory van %SystemDrive%. Het bestand wordt echter niet gebruikt door het besturingssysteem en is bijna altijd leeg.

## Voorbeeld van eenAUTOEXEC.BAT
```
@
ECHO
 OFF

PROMPT
 $P$G

PATH
=C:\DOS;C:\WINDOWS

SET
 
TEMP
=
C:\TEMP

REM SET BLASTER=A220 I7 D1 T2

LH SMARTDRV.EXE

LH DOSKEY

```